# Phragmidium mucronatum

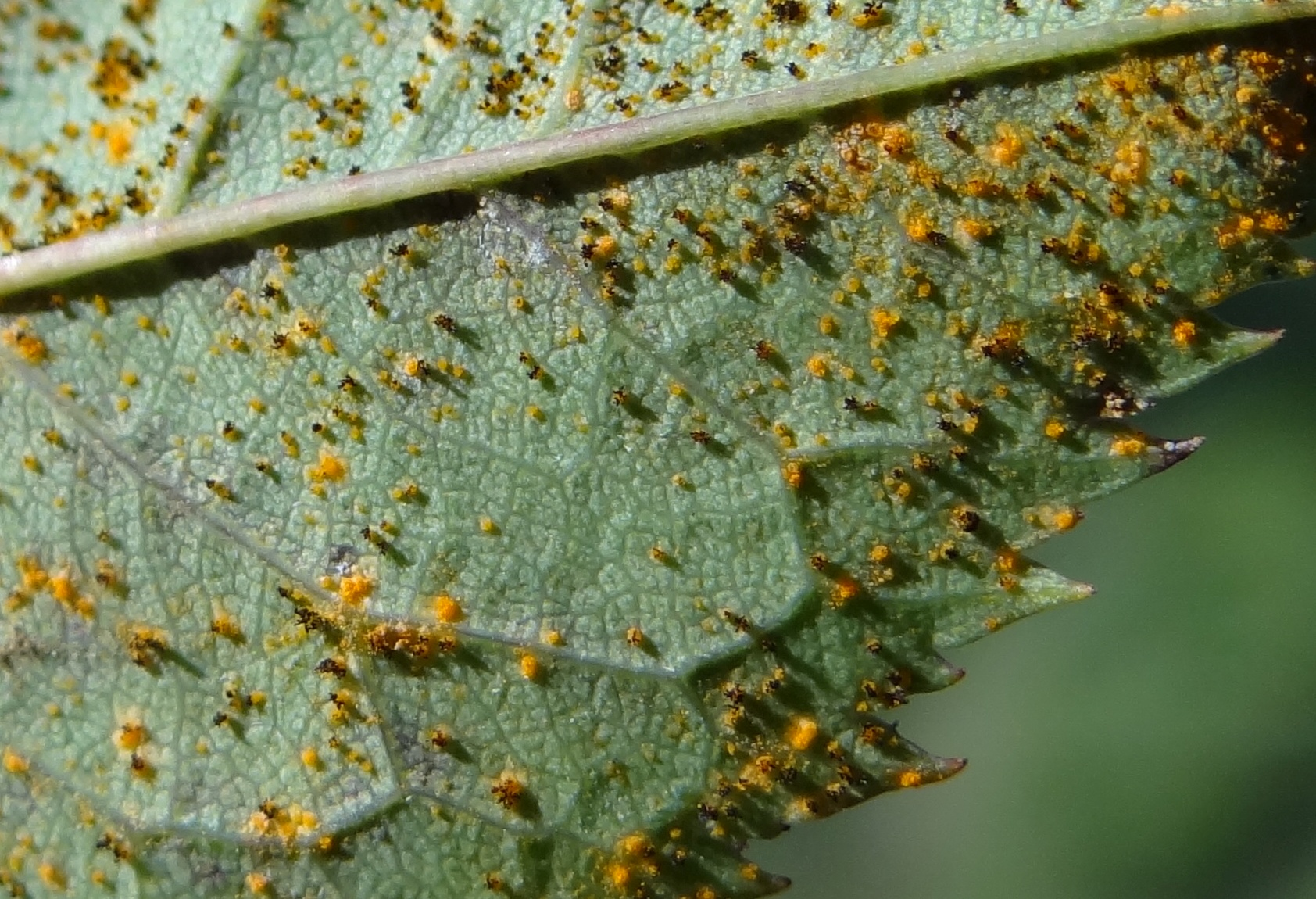
Telia i uredinia na dolnej stronie liścia róży

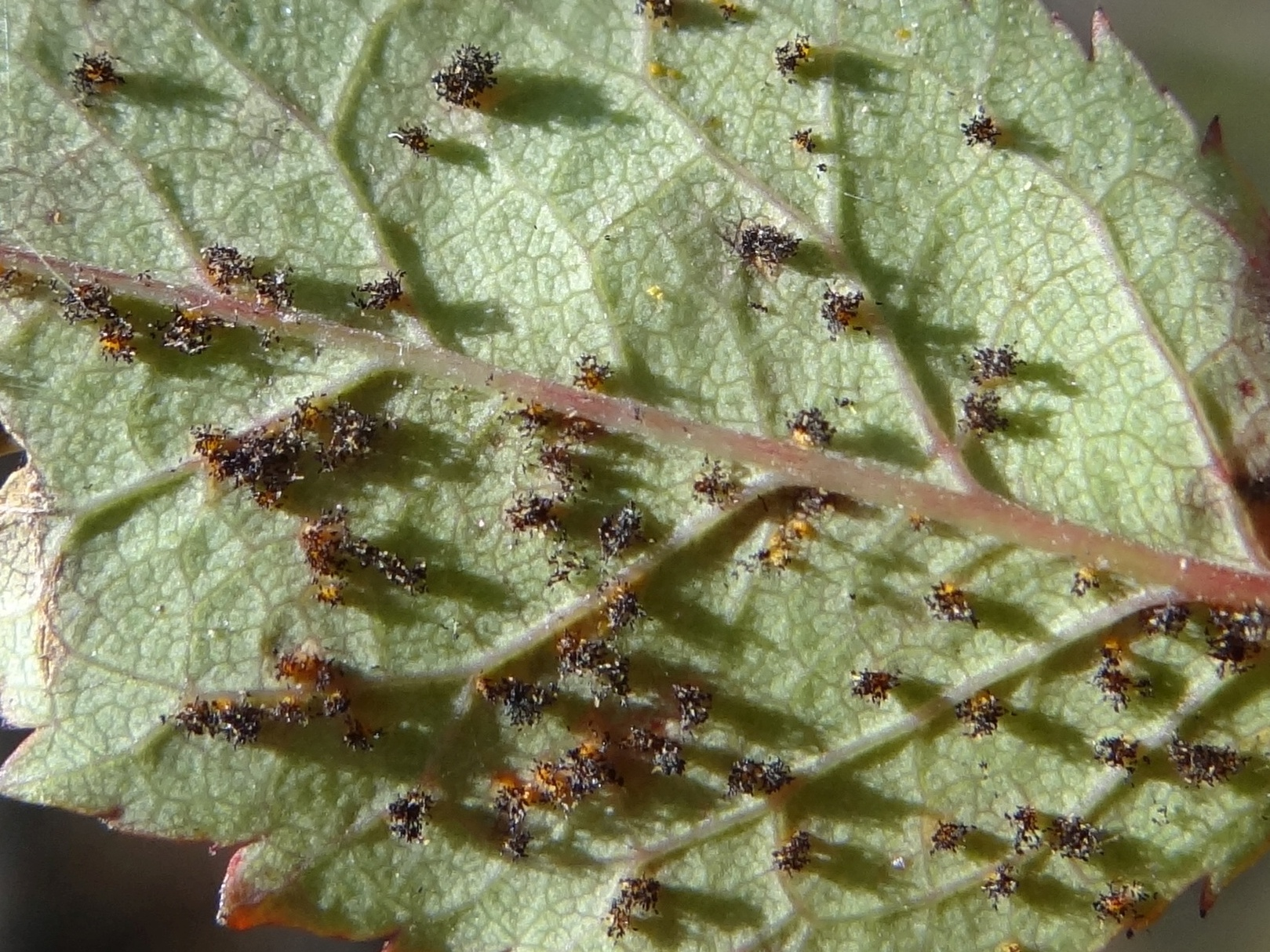
Telia na dolnej stronie listka róży

Phragmidium mucronatum (Pers.) Schltdl. – gatunek grzybów z rodziny Phragmidiaceae.

## Systematyka i nazewnictwo
Pozycja w klasyfikacji według Index Fungorum: Phragmidium, Phragmidiaceae, Pucciniales, Incertae sedis, Pucciniomycetes, Pucciniomycotina, Basidiomycota, Fungi.
Po raz pierwszy takson ten zdiagnozował w 1794 r. Christian Hendrik Persoon nadając mu nazwę Puccinia mucronata. Obecną, uznaną przez Index Fungorum nazwę nadał mu w 1824 r. Diederich Franz Leonhard von Schlechtendal.
Synonimów na około 50.

## Morfologia
Ecja pomarańczowe, pylące. Powstają na dolnej stronie liści, na pędach i na owocach. Na liściach pojedyncze ecjum ma średnicę do 2 mm, na pędach ecja zlewają się tworząc skupiska o długości do 10 mm. Skupiska ecjów na pędach często obejmują dużą część obwodu pędu i powodują jego zgrubienie. Ściana ecjów składa się z bezbarwnych, kanciastych komórek. Ecjospory bezbarwne, o kształcie od kulistego do nieregularnie eliptycznego, lekko kanciaste, o rozmiarach 20–26 × 17–21 μm. Mają powierzchnię pokrytą drobnymi brodawkami o rozmiarach 2–2,5 μm, w odstępach 2–2,5 μm.
Uredinia żółte, nagie, pylące, na dolnej powierzchni liści. Mają średnicę do 0,3 mm. Bezpośrednio nad urediniami na górnej stronie liścia powstają żółte plamy. Urediniospory kuliste, szeroko eliptyczne lub odwrotnie jajowate, o rozmiarach 20-26 × 15–21 μm. Mają bezbarwne ściany o grubości do 1,5 μm, pokryte drobnymi brodawkami rozmieszczonymi w odległościach co 2 μm. Pory rostkowe niewyraźne.
Telia czarne, pyliste, o średnicy do 0,5 mm. Często powstają w tym samym miejscu co uredinia i tworzą duże skupiska. Teliospory wielokomórkowe, złożone zazwyczaj z 5-8, rzadziej 9 komórek. Mają rozmiary 50-75 (90) × 25–28 μm, zaokrągloną podstawę, w górnej części są lekko zwężone i zakończone na szczycie dzióbkiem (rostrum) o długości 6–10 μm. Początkowo są jasnobrunatne, potem ciemnobrunatne. Mają ściany o grubości do 5 μm nieregularnie pokryte drobnymi brodawkami, czasami są niemal gładkie. W każdej komórce zazwyczaj występują 3 pory rostkowe. Teliospory wyrastają na trzonku o długości 70–125 μm. Jest on bezbarwny, tylko w dolnej części lekko żółtawy.
Zarodniki płciowe (bazydiospory) powstają na podstawkach na opadłych liściach róż. W klimacie Polski ich rozwój odbywa się zimą i wiosną. Spermogonia rozwijają się na pędach róży i są słabo dostrzegalne. Mają wysokość 30–40 μm i wyrastają między ecjami, podskórnie

## Występowanie i siedlisko
Gatunek kosmopolityczny. Poza Antarktydą występuje na wszystkich kontynentach. W polskim piśmiennictwie naukowym podano liczne jego stanowiska.
Pasożyt obligatoryjny, jednodomowy i pełnocyklowy. Znaczy to, że może się rozwijać tylko na żywych organizmach, jego rozwój odbywa się na jednym tylko żywicielu, i w trakcie tego rozwoju wytwarza wszystkie 5 właściwych dla rdzy rodzajów zarodników. Pasożytuje na licznych gatunkach róż (Rosa). Wraz z pokrewnymi Phragmidium tuberculatum i Phragmidium bulbosum wywołuje u nich chorobę o nazwie rdza róży. Poszczególne gatunki i odmiany róż mają różną odporność na tę chorobę.

## Gatunki podobne
Phragmidium mucronatum i Phragmidium tuberculatum są trudne do odróżnienia i często mylone są z sobą. Do wielu informacji o występowaniu tych gatunków należy podchodzić z dozą nieufności, istnieje uzasadnione podejrzenie, że nie zawsze były one prawidłowo rozpoznane. Teliospory P. tuberculatum składają się z 4-6, rzadziej 3 lub 7 komórek i mają ostro zakończony dzióbek o długości do 18 μm. Obydwa te gatunki różnią się też mikroskopowo budową ecjów i urediniospor, ale nie zawsze są to cechy jednoznaczne do interpretacji. Obecnie dość łatwo można te gatunki oznaczyć badaniem DNA.